# Frederic Guillem de Brandenburg-Schwedt
Frederic Guillem de Brandenburg-Schwedt (en alemany Friedrich Wilhelm von Brandenburg-Schwedt) va néixer a Oranienbaum el 17 de novembre de 1700 i va morir a Wildenbruch el 4 de març de 1771. Era un noble alemany de la Casa de Hohenzollern, fill de Felip Guillem (1669-1711) i de Joana Carlota d'Anhalt-Dessau (1686-1750). Fou marcgravi de Brandenburg-Schwedt i príncep prussià de 1711 a 1771.

## Matrimoni i fills
El 1734 es va casar a Potsdam amb la princesa de Prússia Sofia Dorotea Hohenzollern (1719-1765), filla del rei Frederic Guillem I de Prússia (1688-1740) i de Sofia Dorotea de Hannover (1687-1757). El matrimoni va tenir cinc fills: 
- Frederica Dorotea (1736-1798), casada amb Frederic II Eugeni de Württemberg (1732-1797)
- Anna Elisabet (1738-1820), casada amb August Ferran de Prússia (1730-1813).
- Jordi Felip (1741-1742)
- Filipina Augusta (1745-1800), casada primer amb Frederic II de Hessen-Kassel (1720-1785), i després amb el comte Jordi Ernest de Wintzingerode (1752-1834).
- Jordi Frederic (1749-1751).

A més va tenir un fill il·legítim: Jordi Guillem de Jägersfeld (1725-1797).